# اضطراب اللغة
اضطرابات اللغة أو ضعف اللغة هي الاضطرابات في معالجة المعلومات اللغوية. يمكن أن تتضمن المشكلات التي قد يواجهها المصاب مشكلات في قواعد اللغة (بناء الجمل أو تشكيل الكلمات)، أو الدلالة (المعنى)، أو جوانب أخرى من اللغة. قد تكون هذه المشكلات استقبالية (تتضمن ضعف فهم اللغة)، أو تعبيرية (تتضمن إنتاج اللغة)، أو مزيج من كليهما. تشمل الأمثلة اضطراب اللغة على ضعف اللغة المحدد -المُعرّف بشكل أفضل على أنه اضطراب اللغة النمائي- والذي يشار إليه باسم اضطراب اللغة التطوري، والحبسة وغيرها. يمكن أن تؤثر اضطرابات اللغة على كلاً من اللغة المنطوقة والمكتوبة كذلك، كما يمكن أن تؤثر أيضًا على لغة الإشارة. وعلى هذا النمط ستضعف جميع أشكال اللغة.
تشير البيانات الحالية إلى أن 7% من الأطفال الصغار يعانون من اضطراب اللغة، حيث إن عدد الفتيان المشخصين بهذا الاضطراب يعادل ضعف عدد الفتيات.
تشير البحوث الأولية لعوامل الخطر المحتملة أن المكونات البيولوجية كانخفاض الوزن عند الولادة، والولادة المبكرة، والمضاعفات العامة للولادة، وجنس المولود الذكري بالإضافة إلى التاريخ العائلي وتدني المستوى التعليمي للوالدين يمكن أن يزيد من فرصة الإصابة باضطرابات اللغة.
هناك أدلة تدعم علاج أمراض النطق واللغة للأطفال الذين يعانون من صعوبات لغوية صوتية وتعبيرية. ومع ذلك، فقد ثبت أن العلاج نفسه أقل فاعلية بكثير في علاج صعوبات اللغة الاستقبالية. إذ تتوافق هذه النتائج مع التشخيص السيئ لضعف اللغة الاستقبالي المصاحب بوجه عام لمشاكل في فهم القراءة.
كما نشير هنا إلى أن المذكور آنفًا يختلف عن اضطرابات الكلام، والتي تقتصر على صعوبة في إنتاج الكلام ولكن ليس مع اللغة.
تميل اضطرابات اللغة إلى التجلي بطريقتين مختلفتين: أولاً، اضطرابات اللغة الاستقبالية (حيث لا يمكن للمرء فهم اللغة جيدًا). ثانيًا، اضطرابات اللغة التعبيرية (حيث لا يستطيع المرء توصيل رسالته المقصودة بصورة سليمة).

## اضطرابات اللغة الاستقبالية
يمكن أن تنشأ أضطرابات اللغة الاستقبالية نتيجة لاكتسابها أو لعملية النمو وغالبًا ما تكون الأخيرة. إذ تميل الصعوبات في اللغة المنطوقة للظهور قبل ثلاث سنوات من العمر. وعادةً ما تكون هذه الاضطرابات مصحوبة باضطرابات اللغة التعبيرية.
إلا أن الأعراض والعلامات الفريدة لاضطراب اللغة التقبلية تشمل: معاناة في فهم معاني الكلمات والجمل، ومشقة في ترتيب الكلمات ترتيبًا صحيحًا، وعدم القدرة على اتباع التعليمات اللفظية.
تشمل خيارات العلاج: العلاج اللغوي، صفوف تعليمية خاصة للأطفال في المدرسة، اخصائي نفسي عند وجود مشاكل سلوكية مصاحبة.

## اضطرابات اللغة التعبيرية
بخلاف أولئك الذين يعانون من اضطراب الكلام فإن المشكلة في اضطرابات اللغة التعبيرية لا تتعلق بمشاكل في الصوت والتعبير فقط بل بالتشكيل الذهني للغة نفسها.
يمكن أن تظهر اضطرابات اللغة التعبيرية أثناء مرحلة نمو الطفل أو قد تكون مكتسبة كذلك. عادةً ما يتبع هذا الاكتساب تطورًا عصبيًا طبيعيًا ويحدث بسبب عدة أسباب منها صدمة الرأس أو التعرض للإشعاع.
تختلف خصائص اضطراب اللغة التعبيرية ولكنها مع ذلك تشترك في عدة سمات مثل: المفردات المحدودة، وعدم القدرة على إنتاج قواعد معقدة، والمزيد من الأخطاء المعجمية.
وأما في اضطرابات النمو فسيجد الطفل صعوبة في اكتساب الكلمات الجديدة والتراكيب النحوية. سيبدأ الطفل غالبًا في التحدث في وقت متأخر عن أقرانه وسيكون تقدمه المحرز لغويًا بطيءً كذلك. ونظرًا لطبيعة هذه الاضطرابات، قد يعاني الطفل من صعوبة في التعامل مع الأكاديميين والتواصل مع الأقران.
وعادةً ما يعالج أخصائي أمراض النطق والسمع مثل هذه الاضطرابات.

## علم النفس المرضي للغة
يدرس علم النفس المرضي للغة فئة خاصة من اضطرابات اللغة. وتتراوح مواضيع اهتمامها من الأخطاء البسيطة [الإنجليزية] في الكلام إلى اضطرابات اللغة في الأحلام والفصام.